# Charlie McFadden
Charlie „Specks“ McFadden (auch „Black Patch“ McFadden, eigentlich Charles Pertum, * 24. April 1895 in Quincy, Adams County (Illinois); † 15. November 1966 in St. Louis) war ein US-amerikanischer Sänger und Songwriter des Country Blues.

## Leben und Wirken
McFadden, der aus East St. Louis, Illinois stammte und um 1910 den Namen seines Stiefvaters Jack McFadden annahm, zog 1920 nach St. Louis und spielte zwischen 1929 und 1937 für verschiedene Label wie Bluebird, Brunswick, Decca, Okeh, Paramount, Sunrise und Victor Records über zwanzig Songs ein, begleitet u. a. von Roosevelt Sykes und Lonnie Johnson, ferner von Eddie „Gin“ Miller (Piano).
Zu seinen bekanntesten Songs gehörte „Groceries on the Shelf (Piggly Wiggly)“ (Paramount 12928 und 13076 sowie 1937 als Decca 7317), ein Song, der auf die frühe Supermarktkette Piggly Wiggly anspielt. McFadden nahm ihn drei Mal auf; er wurde 1933 als „The Piggly Wiggly Blues“ auch von Lucille Bogan gecovert. Piggly Wiggly (Selbstbedienung) wurde im afroamerikanischen Slang zu einer Metapher für sexuelle Verfügbarkeit bzw. für Prostitution. Die ersten Zeilen des Lieds lauten:

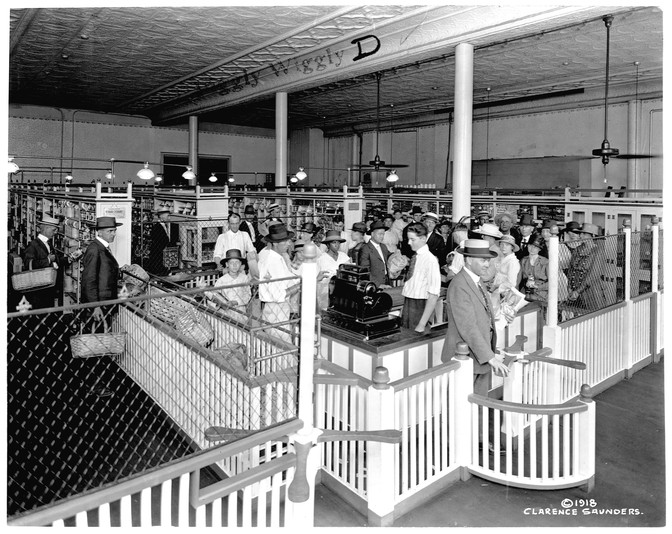
Die erste Filiale von Piggly Wiggly in Memphis, eröffnet 1916.

My name is Piggly Wiggly: I've got groceries on my shelf
Getting mighty tired: making these nights all by myself
My mama told me: my papa told me too
Don't let these cadillac women: make no flat tire out of you.
Weitere Songs McFaddens waren „People People“, „Weak-Eyed Blues“, „Lonesome Ghost Blues“, „Times Are So Tight“ und  „Gambler's Blues“, eine Anspielung auf seine Spielleidenschaft, die ihn zwischen 1929 und 1935 mehrmals ins Gefängnis brachte. Einige seiner Songs, wie „Broken Down Blues“, „Weak-Eyed Man“ und „Harvest Moon Blues“, nahm er unter seinem ursprünglichen Namen Charles „Speck“ Pertum auf.

## Diskographische Hinweise
- Complete Chronological Recordings 1929-37 (Blues Documents)
- Eddie Miller & John Oscar: The Piano Blues of Eddie Miller & John Oscar (1929–1934) (Complete Recordings) (RST Records, ed. 1989)